# Rivière Koksoak
Ne doit pas être confondu avec Rivière-Koksoak.
La rivière Koksoak est la plus grande rivière du Nunavik (ou Nouveau-Québec), situé dans le territoire non organisé de Rivière-Koksoak, dans la région administrative du Nord-du-Québec, au Québec (Canada).

## Toponymie
Le nom de ce cours d'eau : Koksoak (ou Kurdjuak ou encore Kuujjuaq) est un nom d'origine inuktitut parlé par les Inuit et se traduit en français par « grande rivière ».
Dès 1916, le Bureau géographique d'Ottawa désigne ce lieu Koksoak, remplaçant les appellations Big River ou South River. South River renvoie à l'époque au toponyme South Bay, employé pour désigner la baie d'Ungava au début du XIXe siècle. Le nom Koksoak existe au moins depuis le XIXe siècle. W. H. A. Davies l'utilise dès 1842 devant les membres de la Quebec Literary and Historical Society, mais cet usage est probablement plus ancien. Au début du XIXe siècle, les Frères Moraves  qui évangélisent les Inuits de la région à l'époque seraient à l'origine du toponyme Koksoak, dérivé du véritable terme inuit « Kuujjuaq ».

## Géographie

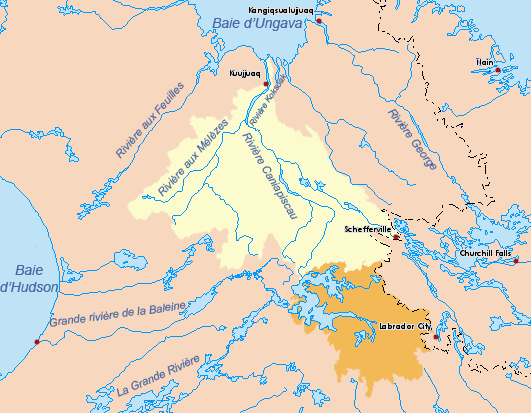
Bassin versant de la rivière Koksoak.

La rivière Koksoak reçoit les eaux de ses deux principaux affluents, la rivière aux Mélèzes, à l'ouest et la rivière Caniapiscau, au sud.
Le cours de la rivière Koksoak a une longueur d'environ 130 km. Son lit s'écoule vers le nord-est en direction du bassin hydrographique de la baie d'Ungava, et passe par le village de Kuujjuaq, qui se trouve à environ 50 km de la côte.
La longueur totale de la rivière Koksoak et de son principal affluent, la rivière Caniapiscau, est d'environ 874 kilomètres et la superficie du bassin fluvial de drainage est d'environ 133 000 km2.
Toutefois, la partie supérieure des eaux de la rivière Caniapiscau fut détournée en 1985 vers le complexe hydroélectrique de rivière La Grande et environ 35 % du débit de la Caniapiscau coule maintenant vers le réservoir de Caniapiscau et de là jusqu'à la Baie James à l'ouest. Le sous-bassin du réservoir de Caniapiscau draine une région de 36 880 km2.
La rivière Koksoak se trouve aux limites nord de la forêt boréale et de la toundra, qui couvre une vaste étendues de la péninsule d'Ungava au nord. Tout le bassin fluvial de la rivière Koksoak est recouvert de pergélisol du nord au sud.